# Bezirksgericht Borna

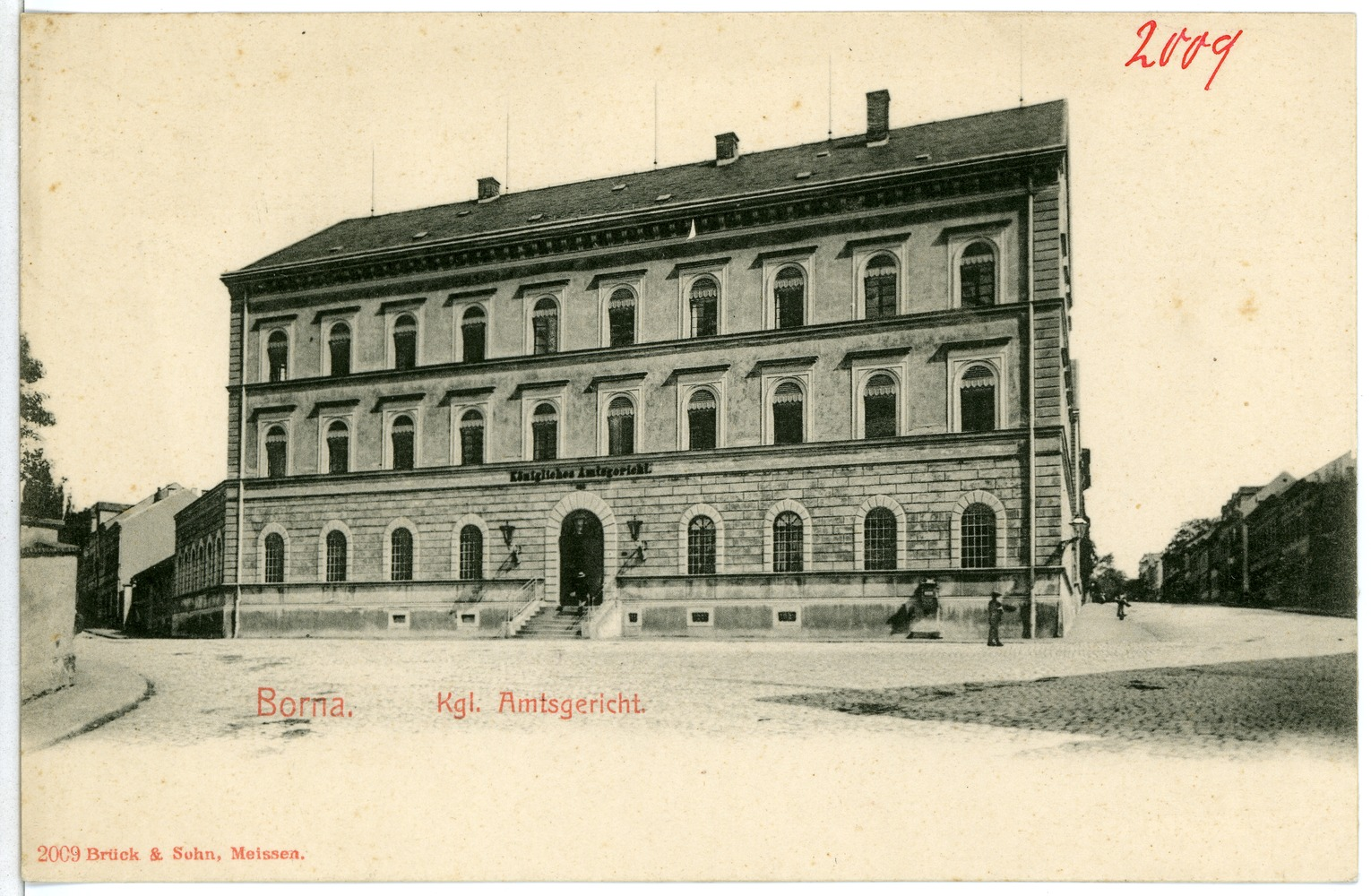
Gebäude des Bezirksgerichtes Borna (1901)

Das Bezirksgericht Borna war von 1855 bis 1879 ein Gericht im Königreich Sachsen mit Sitz in Borna.

## Geschichte
Mit dem Gesetz, die künftige Einrichtung der Behörden erster Instanz für Rechtspflege und Verwaltung betreffend vom 11. August 1855 wurden die Eingangsgerichte neu geordnet. Die Patrimonialgerichte wurden endgültig aufgelöst, Verwaltung und Rechtsprechung getrennt. Die Details der Verwaltungsreform regelten das sächsische Gerichtsverfassungsgesetz vom 11. August 1855 und die Verordnung über die Bildung der Gerichtsbezirke vom 2. September 1856.
Eingangsgerichte waren nur die Gerichtsämter und Bezirksgerichte. Als mittlere Instanz wurden vier Appellationsgerichte eingerichtet. Oberste Instanz war das Oberappellationsgericht Dresden.
Das Bezirksgericht Borna war dem Appellationsgericht Leipzig nachgeordnet. Das Bezirksgericht war Gerichtsamt für die Stadt Borna. Daneben waren ihm folgende Gerichtsämter nachgelagert: Gerichtsamt Borna, Gerichtsamt Zwenkau, Gerichtsamt Rötha, Gerichtsamt Grimma, Gerichtsamt Laussigk (1874 aufgehoben und auf die Gerichtsämter Borna und Grimma verteilt), Gerichtsamt Frohburg und Gerichtsamt Pegau. 1860 wurde das Bezirksgericht Rochlitz aufgehoben und aus dessen Sprengel die Gerichtsämter Colditz und Geithain dem Bezirksgericht Borna zugeordnet.
1879 wurden das Bezirksgericht Borna und seine Gerichtsämter aufgehoben. An deren Stelle wurden Amtsgerichte gebildet. Dies waren Amtsgericht Borna, Amtsgericht Zwenkau, Amtsgericht Grimma, Amtsgericht Frohburg, Amtsgericht Colditz und Amtsgericht Pegau.

## Sitz
Das Bezirksgericht Borna nutzte gemeinsam mit dem Gerichtsamt Borna das 1851 erbaute Gebäude des Justizamtes Borna. Der qualitätvolle, zeittypische Putzbau im Rundbogenstil bzw. Neorenaissancestil wurde später vom Amtsgericht Borna genutzt und steht heute unter Denkmalschutz.

## Gerichtsdirektoren
- Friedrich Moritz Graner
- Gustav August Hertel
- Julius Traugott Moritz Starke